# Леурда (Клуж)
Леурда (рум. Leurda) насеље је у Румунији у округу Клуж у општини Кашеју. Oпштина се налази на надморској висини од 444 m.

## Становништво
Према подацима из 2002. године у насељу је живело 120 становника, од којих су сви румунске националности.